# 林崎村
林崎村（はやしざきむら）は、兵庫県明石郡にあった村。現在の明石市中心部の西方、西明石駅および山陽電気鉄道本線の林崎松江海岸駅・藤江駅の周辺にあたる。

## 地理
- 海洋：播磨灘
- 河川：藤江川

## 歴史
- 1889年（明治22年）4月1日 - 町村制の施行により、船上村・林村・松江村・藤江村・鳥羽村・小久保村・和坂村の区域をもって発足。
- 1940年（昭和15年）9月25日 - 大字和坂に川崎航空機工業明石工場（現・川崎重工業明石工場およびカワサキモータース本社工場）が開設。
- 1942年（昭和17年）2月11日 - 明石市に編入。同日林崎村廃止。

## 交通

### 鉄道路線
- 山陽電気鉄道
  - 本線
    - 電鉄林崎駅（現・林崎松江海岸駅） - 藤江駅

村域に鉄道省・山陽本線の明石操車場が所在したが、駅は所在しなかった。現在は旧村域に山陽本線・山陽新幹線の西明石駅が所在するが、当時は未開業。

## 出身・ゆかりのある人物
- 神足浅三郎（酒醸造業）[1]

貴族院多額納税者議員選挙の互選資格を有した。